# Place Joachim-du-Bellay
Ne doit pas être confondu avec Rue Jean-du-Bellay.
La place Joachim-du-Bellay est une voie du 1er arrondissement de Paris, en France.

## Situation et accès
Les stations et gare les plus proches sont :
- Châtelet - Les Halles (lignes RER A, B et D)
- Les Halles (ligne 4)
- Châtelet (lignes 1, 4, 7, 11 et 14)

## Origine du nom
Cette place porte le nom du poète français Joachim Du Bellay (1522-1560).

## Historique

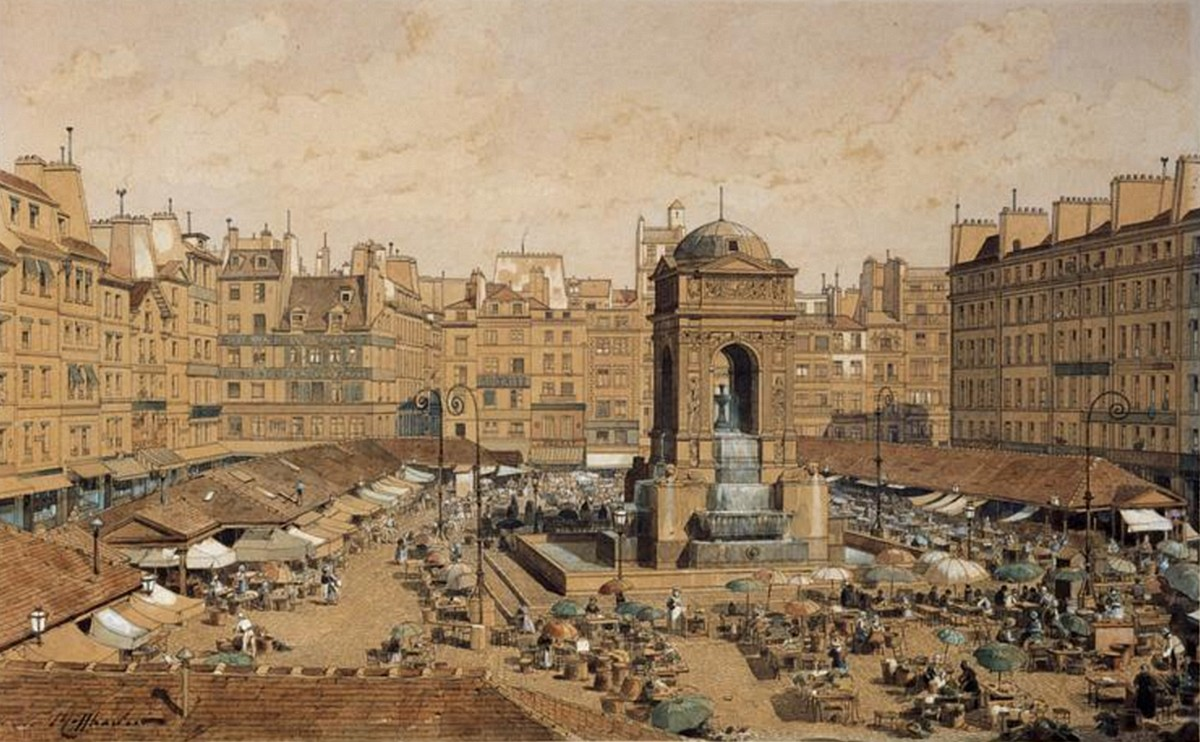
La « place du marché des Innocents » à l'emplacement du cimetière vers 1850 (gravure de Hoffbauer (fin XIXe siècle).

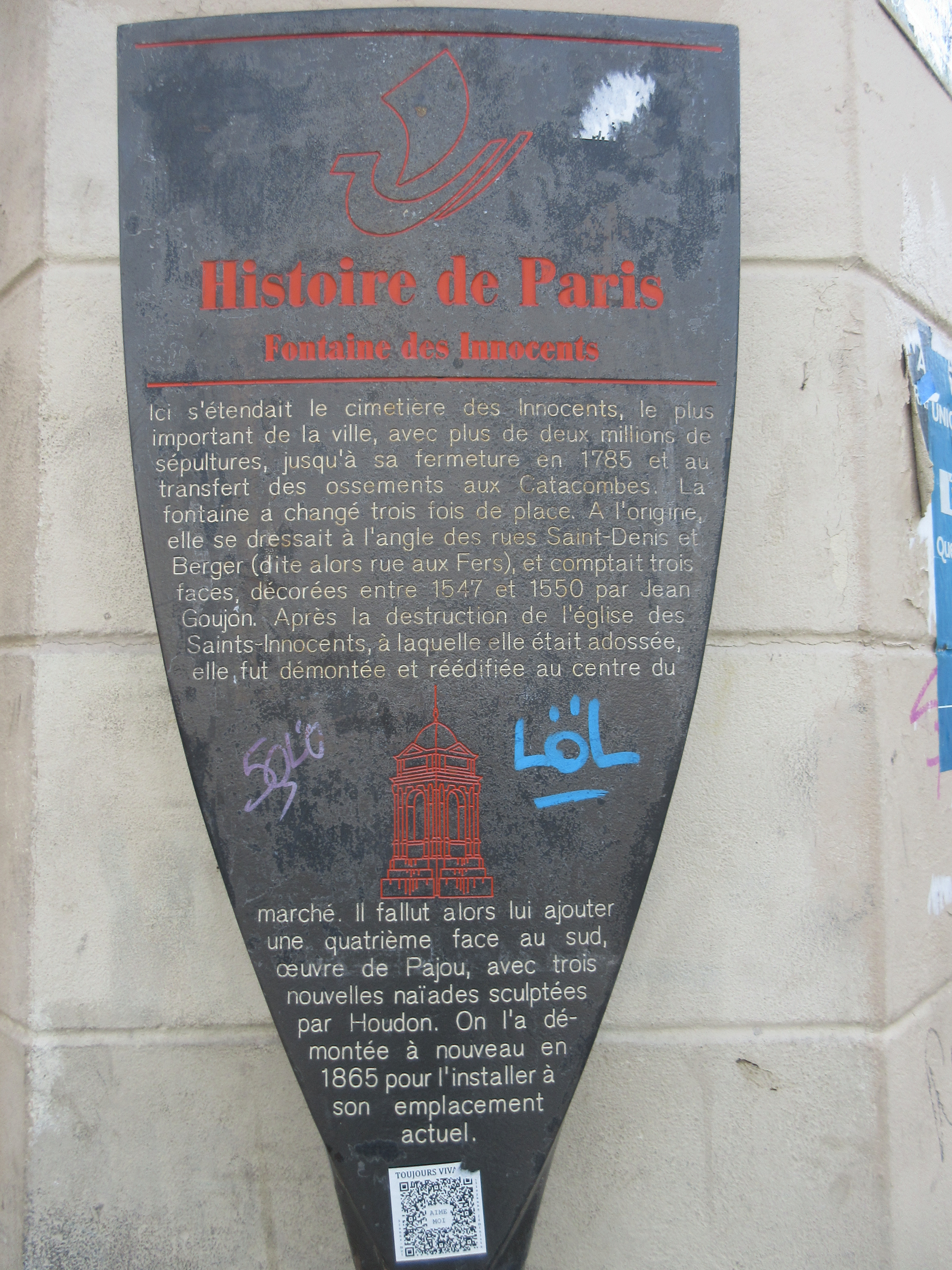
Panneau Histoire de Paris
« Fontaine des Innocents »

La place Joachim-du-Bellay occupe l'emplacement de la moitié est de l'ancien cimetière des Innocents, le principal cimetière à l'intérieur de la ville de Paris du Moyen Âge jusqu'à la fin du XVIIIe siècle qui s'étendait jusqu'à la rue de la Lingerie.

Après le déménagement de la majorité des ossements aux catacombes en 1786, le site devient la « place du marché des Innocents », au milieu duquel est installée la fontaine des Innocents (du XVIe siècle). 
Durant les Trois Glorieuses, le marché des Innocents fut le théâtre d'affrontement entre les insurgés et la troupe.
La construction des pavillons des Halles, en particulièrement celui des fruits et légumes, rend inutile ce marché dont la fermeture est décidée en 1856 et qui est remplacé sur sa moitié est par un square ouvert en 1860 dont la dimension est celle de la place actuelle et l'autre partie occupée par des immeubles. La fontaine est encore déplacée de quelques mètres pour la recentrer dans le nouveau square.
Dénommée « place C/1 » lors du réaménagement des abords des Halles, ce square est supprimé en 1973 et remplacé par l'actuelle place.

## Bâtiments remarquables et lieux de mémoire
- Emplacement du cimetière des Innocents
- Reclusoir des Innocents
- La fontaine des Innocents

## Pour approfondir